# Autoetnografia
L'autoetnografia és una forma d'investigació qualitativa en què una persona recercaire utilitza l'autoreflexió i l'escriptura per explorar l'experiència anecdòtica i personal i connectar aquesta història autobiogràfica amb significats i comprensions culturals, polítiques i socials més àmplies. L'autoetnografia és una forma d'escriptura reflexiva que s'utilitza en diverses disciplines, com ara estudis de comunicació, estudis de performance, educació, literatura, estudis ètnics, antropologia, treball social, sociologia, història, psicologia, teologia i estudis religiosos, màrqueting, comportament organitzatiu, estudis de gènere, desenvolupament de recursos humans, educació d'adults, educació artística, infermeria, paramedicina o fisioteràpia.